# Трінвіллерсгаген
Трінвіллерсгаген (нім. Trinwillershagen) — громада в Німеччині, розташована в землі Мекленбург-Передня Померанія. Входить до складу району Передня Померанія-Рюген. Складова частина об'єднання громад Барт.
Площа — 34,21 км2. Населення становить 1145 ос. (станом на 31 грудня 2020).